# Diego Fabbri
Diego Fabbri (2. července 1911, Forlì – 14. srpna 1980, Riccione) byl italský dramatik a scenárista.

## Životopis
Fabbri studoval ekonomické vědy na boloňské univerzitě. V období 1940 až 1950 byl ředitelem katolického centra pro kinematografii. Od roku 1968 byl ředitelem divadelní ETI. Napsal okolo 50 filmových scénářů. V roce 1962 byl jeho scénář Il generale della Rovere nominován na Oskara. V roce 1977 obdržel Cenu Antonia Feltrinelliho. Posthum po něm bylo pojmenováno jedno divadlo ve Forlì a centrum na boloňské univerzitě.

## Dílo
Drama
- Inquisizione, 1950
- Il seduttore, 1951
- Processo a Gesù, 1955
- La bugiarda, 1956
- Il vizio assurdo, 1974
- Al Dio ignoto, 1980

## Filmografie

### Scénáře
- 1952: Il mondo le condanna
- 1952: Europa 51
- 1952: I vinti
- 1954: La principessa delle Canarie
- 1958: Totò e Marcellino
- 1959: Il generale della Rovere
- 1960: Viva L'Italia
- 1960: Era notte a Roma
- 1961: I briganti italiani
- 1961: Vanina Vanini
- 1961: I fratelli corsi
- 1962: Tempo di Roma
- 1962: Barabbas
- 1962: I misteri di Parigi
- 1962: Concilio ecumenico vaticano II, dokument
- 1963: Storia moderna: L'ape regina
- 1964: Il magnifico cornutto
- 1973: Il viaggio

### Literární předlohy
- 1981 Da un paese lontano